# Campanula petrophila
Campanula petrophila là loài thực vật có hoa trong họ Hoa chuông. Loài này được Rupr. mô tả khoa học lần đầu tiên năm 1867.